# Paulette Ray
Pour les articles homonymes, voir Ray.
Paulette Mireille Caillol, dite Paulette Ray, née le 29 mars 1902 à Neuilly-sur-Seine et morte 23 juillet 1987 à Nice, est une actrice française.
Elle est la sœur de l'actrice Pierrette Caillol (1898-1991) et la belle-sœur du réalisateur Yvan Noé (1895-1953).

## Biographie
Paulette Caillol débute sur scène au théâtre des Variétés avant de s'orienter, comme sa sœur aînée, vers les plateaux de cinéma où elle tournera 12 films en 5 ans de 1920 à 1924 sous le nom de Pauline Ray.
Elle interrompt définitivement sa carrière en 1925, année de son mariage, pour se consacrer à sa famille.

## Filmographie
- 1920 : Gosse de riche, de Charles Burguet : Irma
- 1921 : Rose de Nice de Maurice Challiot et Alexandre Ryder : Arlette
- 1922 : Maman Pierre, de Maurice Challiot : Yvette
- 1923 : Gachucha, fille basque, de Maurice Challiot : Gachucha
- 1923 : L'Ensorceleuse, de Maurice Challiot
- 1923 : Simple erreur, de Maurice Challiot
- 1923 : Soirée mondaine, de Pierre Colombier : la comtesse de Bernières
- 1923 : A la Gare, de Robert Saidreau : Paulette de Sandivolte
- 1924 : On demande un mannequin, de Tony Lekain
- 1924 : Du sang dans les ténèbres / La Goutte de sang, de Jean Epstein et Maurice Mariaud : Gisèle
- 1924 : J'ai tué, de Roger Lion : Geneviève Irvin / Marcelle Irvin